# Mason-Gletscher
Der Mason-Gletscher ist ein Gletscher im ostantarktischen Viktorialand. Er fließt von den Osthängen der Worcester Range unmittelbar südlich des Bareface Bluff in östlicher Richtung zum Skelton-Gletscher.
Das Advisory Committee on Antarctic Names benannte den Gletscher 1965 nach dem US-amerikanischen Biologen David T. Mason (* 1937), der zwischen 1961 und 1963 in zwei antarktischen Sommern auf der McMurdo-Station tätig war.